# Fort Smith (Arkansas)
Fort Smith er en by i den vestlige del af delstaten Arkansas i USA. Byen har 89.142(2020) indbyggere og er den næststørste by i Arkansas. Den ligger ved Arkansasfloden på grænsen til delstaten Oklahoma. Fort Smith er det ene af to administrative centrer i det amerikanske county Sebastian County.